# Aram Avakian
Aram A. Avakian (* 23. April 1926 in New York City, New York, USA; † 17. Januar 1987 ebenda) war ein US-amerikanischer Filmregisseur, Drehbuchautor und Filmeditor. Avakian inszenierte einige Kinofilme darunter Filme wie Jazz an einem Sommerabend, Mein bester Freund, Der Weg in den Abgrund oder Treffpunkt Central Park.

## Leben und Karriere
Aram „Al“ Avakian wurde 1926 in New York City geboren. Er war der Sohn armenischer Eltern aus Persien. Avakian absolvierte die Horace Mann School und die Yale University, bevor er als Marineoffizier auf einem Flugzeugträger im Pazifik diente. Nach dem Krieg ging er nach Frankreich, wo er an der Sorbonne studierte. Dort war er Teil einer engen Gruppe von jungen Freunden, einer amerikanisch-literarischen Bewegung von 1950 in Paris, darunter Terry Southern, William Styron, John P. Marquand Jr. und George Plimpton.
1953 kehrte Avakian in die Vereinigten Staaten zurück und begann eine Fotografen-Lehre unter der Anleitung von Gjon Mili, der auch seine Begeisterung für den Dokumentarfilm weckte. In seiner Freizeit wohnte Avakian als Fotograf dann den legendären Jazz-Sessions seines Bruders bei, des Jazz-Produzenten George Avakian. Von 1955 bis 1958 war Avakian der Herausgeber des Programms See It Now von Edward R. Murrow.
Ende der 1950er Jahre wurde Avakian ein gefragter Filmeditor und Regisseur. Arthur Penn engagierte ihn in den 1960er Jahren für seine beiden Filmdramen Licht im Dunkel mit Anne Bancroft (1962) und Mickey One (1965) mit Warren Beatty. 1964 arbeitete er an Robert Rossens Filmdrama Lilith mit.
Im Jahre 1970 inszenierte Avakian das Drama Der Weg in den Abgrund in der Besetzung mit Stacy Keach, Harris Yulin, James Earl Jones und seiner Frau Dorothy Tristan. Der Film erhielt in den USA ein X-Rating für die grafische Darstellung einer Abtreibung. Für Der Weg in den Abgrund erhielt Avakian den Preis Goldener Leopard der internationalen Filmfestspiele Locarno Festival. George Avakian, der Jazz-Produzent und Bruder von Aram, betreute die Musik. Avakians alter Freund, der Schriftsteller Terry Southern, hat den Film co-produziert und schrieb auch das Drehbuch zusammen mit Avakian und Dennis McGuire.
Mit der Kriminalfilmsatire Treffpunkt Central Park verfilmte Avakian 1973 mit Cliff Gorman und Joseph Bologna in den Hauptrollen das Buch Cops and Robbers von Romanautor Donald E. Westlake, der auch das Drehbuch zum Film schrieb. Die Musik zu Treffpunkt Central Park steuerte Filmkomponist und Jazz-Legende Michel Legrand bei. Ein Jahr später führte Avakian bei der britischen Krimikomödie Brillanten und Kakerlaken Regie. Sein letzter Kinofilm als Regisseur wartete 1974 mit einer sehr namhaften Besetzung auf: Charles Grodin, Candice Bergen, James Mason, Trevor Howard und John Gielgud.
Von 1983 bis 1986 war Avakian Vorsitzender der Abteilung Film an der Staatlichen Universität von New York in Purchase.
Bis 1972 war Avakian mit der Schauspielerin und Drehbuchautorin Dorothy Tristan verheiratet, aber in den letzten beiden Jahren seines Lebens war er mit der ehemaligen Ballerina Allegra Kent liiert.
Tochter Alexandra Avakian ist Schriftstellerin, der Sohn ist der Gitarrist Tristan Avakian.
Aram Avakian arbeitete in seiner Karriere als Editor an rund einem Dutzend Filmen namhafter Regisseure wie Arthur Penn, Robert Rossen, Richard C. Sarafian, Jerry Schatzberg oder Francis Ford Coppola mit und führte selbst mehrere Male Regie.
Am 17. Januar 1987 starb Avakian in New York City im Bundesstaat New York in den USA.

## Auszeichnungen
- 1970: Goldener Leopard Award des Locarno International Film Festival für Der Weg in den Abgrund

## Filmografie (Auswahl)

### Als Filmregisseur
- 1959: Jazz an einem Sommerabend (Jazz on a Summer's Day)
- 1962: Mein bester Freund (Lad: A Dog)
- 1970: Der Weg in den Abgrund (End of the Road)
- 1973: Treffpunkt Central Park (Cops and Robbers)
- 1974: Brillanten und Kakerlaken (11 Harrowhouse)

### Als Filmeditor
- 1959: Jazz an einem Sommerabend (Jazz on a Summer's Day)
- 1960: Mädchen auf Abruf (Girl of the Night)
- 1962: Licht im Dunkel (The Miracle Worker)
- 1964: Lilith
- 1965: Andy
- 1965: Mickey One
- 1966: Big Boy, jetzt wirst Du ein Mann! (You're a Big Boy Now)
- 1976: Öl (The Next Man)
- 1980: On the Road Again (Honeysuckle Rose)

### Als Drehbuchautor
- 1970: Der Weg in den Abgrund (End of the Road)